# Ari Tissari
Ari Olavi Tissari (Kotka, 1951. november 24. – 2023. november 3.) válogatott finn labdarúgó, csatár, olimpikon.

## Pályafutása

### Klubcsapatban
1969 és 1985 között a KTP labdarúgója volt. 1981-ben egy rövid ideig a svéd Vasalunds csapatában szerepelt.

### A válogatottban
1980-ban három alkalommal szerepelt a finn válogatottban és egy gólt szerzett. Tagja volt az 1980-as moszkvai olimpián részt vevő válogatottnak.

## Sikerei, díjai
KTP
- Finn kupa
  - győztes: 1980